# Elecciones presidenciales de Lituania de 1997-1998
Las elecciones presidenciales de Lituania se llevaron a cabo entre diciembre de 1997 y enero de 1998. La primera vuelta se realizó el 21 de diciembre. Arturas Paulauskas obtuvo una amplia victoria del 45% de los votos, pero no alcanzó la mayoría absoluta, por lo que se realizó una segunda vuelta el 4 de enero. Valdas Adamkus, candidato independiente, derrotó por un sumamente estrecho margen a Paulauskas, convirtiéndose en el quinto Presidente de Lituania, y siendo juramentado 25 de febrero.

## Resultados
| Candidatos      | Candidatos           | Partidos                                    | 1º vuelta | 1º vuelta | 2º vuelta | 2º vuelta |
| Candidatos      | Candidatos           | Partidos                                    | Votos     | %         | Votos     | %         |
| --------------- | -------------------- | ------------------------------------------- | --------- | --------- | --------- | --------- |
|                 | Valdas Adamkus       | Independiente                               | 516.798   | 27.56     | 968.031   | 49.96     |
|                 | Artūras Paulauskas   | Nueva Unión                                 | 838.819   | 44.73     | 953.775   | 49.22     |
|                 | Vytautas Landsbergis | Unión de la Patria - Conservadores Lituanos | 294.881   | 15.73     |           | —         |
|                 | Vytenis Andriukaitis | Partido Socialdemócrata de Lituania         | 105.916   | 5.65      |           | —         |
|                 | Kazys Bobelis        | Partido Demócrata Cristiano Lituano         | 73.287    | 3.91      |           | —         |
|                 | Rolandas Pavilionis  | Independiente                               | 16.070    | 0.86      |           | —         |
|                 | Rimantas Smetona     | Unión Nacional Lituana                      | 6.697     | 0.36      |           | —         |
| Votos inválidos | Votos inválidos      | Votos inválidos                             | 22.680    | 1.21      | 15.980    | 0.82      |
| Total           | Total                | Total                                       | 1.875.148 | 100%      | 1.921.806 | 100%      |